# Pilot Talk II
Albums de Curren$y
Pilot Talk
(2010) Covert Coup
(2011)
Singles
1. Michael Knight
Sortie : 12 octobre 2010

Pilot Talk II est le quatrième album studio du rappeur Curren$y, sorti le 22 novembre 2010.
L'album s'est classé 9e au Top Rap Albums, 15e au Top R&B/Hip-Hop Albums et 95e au Billboard 200.

## Liste des titres
| No  | Titre                                                            | Contient un (des) sample(s) de                                                                     | Durée |
| --- | ---------------------------------------------------------------- | -------------------------------------------------------------------------------------------------- | ----- |
| 1.  | Airborne Aquarium                                                | | 2:51  |
| 2.  | Michael Knight                                                   | | 2:54  |
| 3.  | Montreux                                                         | | 2:03  |
| 4.  | Famous                                                           | Sally de Sade                                                                                      | 3:21  |
| 5.  | Flight Briefing (featuring Young Roddy et Trademark Da Skydiver) | | 4:20  |
| 6.  | A Gee                                                            | | 2:52  |
| 7.  | Real Estates (featuring Dom Kennedy)                             | Ain't No Fun (If the Homies Can't Have None) de Snoop Dogg featuring Nate Dogg, Kurupt et Warren G | 3:29  |
| 8.  | Silence (featuring McKenzie Eddy)                                | | 3:01  |
| 9.  | Hold On (featuring Young Roddy et Trademark Da Skydiver)         | Wooden Ships de Crosby, Stills & Nash                                                              | 4:05  |
| 10. | Fashionably Late (featuring Dee Low)                             | Respiration de Black Star featuring Common                                                         | 3:10  |
| 11. | Highed Up                                                        | | 2:05  |
| 12. | O.G... (The Jar) (featuring Fiend)                               | | 2:36  |
| 13. | Michael Knight (Remix) (featuring Raekwon)                       | | 3:44  |